# Medven, Sliven
Medven (în bulgară Медвен) este un sat în comuna Kotel, regiunea Sliven,  Bulgaria. 

## Demografie
Componența etnică a satului Medven
     Nicio identificare (34,43%)
     Bulgari (65,56%)
     Altele (0%)
La recensământul din 2011, populația satului Medven era de 212 locuitori. Din punct de vedere etnic, majoritatea locuitorilor (65,56%) erau bulgari. Pentru 34,43% din locuitori nu este cunoscută apartenența etnică.